# 白井正助 (6代目)
6代目白井 正助（しらい しょうすけ、明治24年（1891年）2月1日 - 没年不詳）は、日本の実業家。

## 経歴
東京都出身。
六代目正助を襲名する。千葉医大中退。
大正3年（1914年）「瓢箪屋薬房」を相続。昭和2年（1927年）株式会社に改組、社長となり昭和15年（1940年）エスエス製薬株式会社に社名変更。
昭和33年（1958年）2月、金融操作の誤りから経営不振に陥り、これにより社長の白井が退陣し、土手守吉が社長に就任。江戸創業以来つづいた白井一族の手を離れることになり、11月には泰道照山が社長に就任した。

## 人物像
趣味は書画、骨董、謡。宗教は真宗。

## 家族・親族

### 白井家
（東京都世田谷区東玉川町）
エスエス製薬の前身は、明和2年（1765年）美濃国（現在の岐阜県）より出府した白井正助 (初代)が興した漢薬本舗「美濃屋薬房」である。初代正助の跡を継いだ二代目正助、三代目正助、四代目正助は、1700年代終わり頃から1800年代前半にかけて、一層家業の隆盛に力を尽くした。
- 妻・ミネ[1]

明治28年（1895年）1月生 - 没
- 長男[1]
- 次男[1]
- 三男[1]